# Проход (фильм)
«Проход» или «Переход» (фр. Le Passage) — французский кинофильм 1986 года.

## Сюжет
Известный художник работает над созданием мультипликационного фильма, направленного против самой идеи насилия. Но после случайной смерти он оказывается перед лицом воплощённой Смерти, желающей заключить с ним договор. Согласно этому договору, художник будет возвращён к жизни, но взамен должен будет закончить свой фильм уже по плану Смерти, желающей полного уничтожения человечества. Однако если договор будет нарушен, то сын героя, находящийся в коме, умрёт.

## В ролях
- Ален Делон — Жан Диас
- Кристин Буассон — Катрин Диас
- Жан-Люк Моро — Патрик
- Ален Лаланн (как «Ален Мюзи») — Давид Диас
- Даниэль Эмильфорк — Смерть
- Рене Манзор — диктор
- Ариэль Семёнов — учительница

## Восприятие
Большинство рецензентов были удивлены участию Делона в фильме жанра фантастики. Несмотря на плохой приём в прессе, а иногда и резкую критику,   «Проход» имел значительный успех у публики, собрав более двух миллионов  зрителей в кинотеатрах. 